# Урал-432009

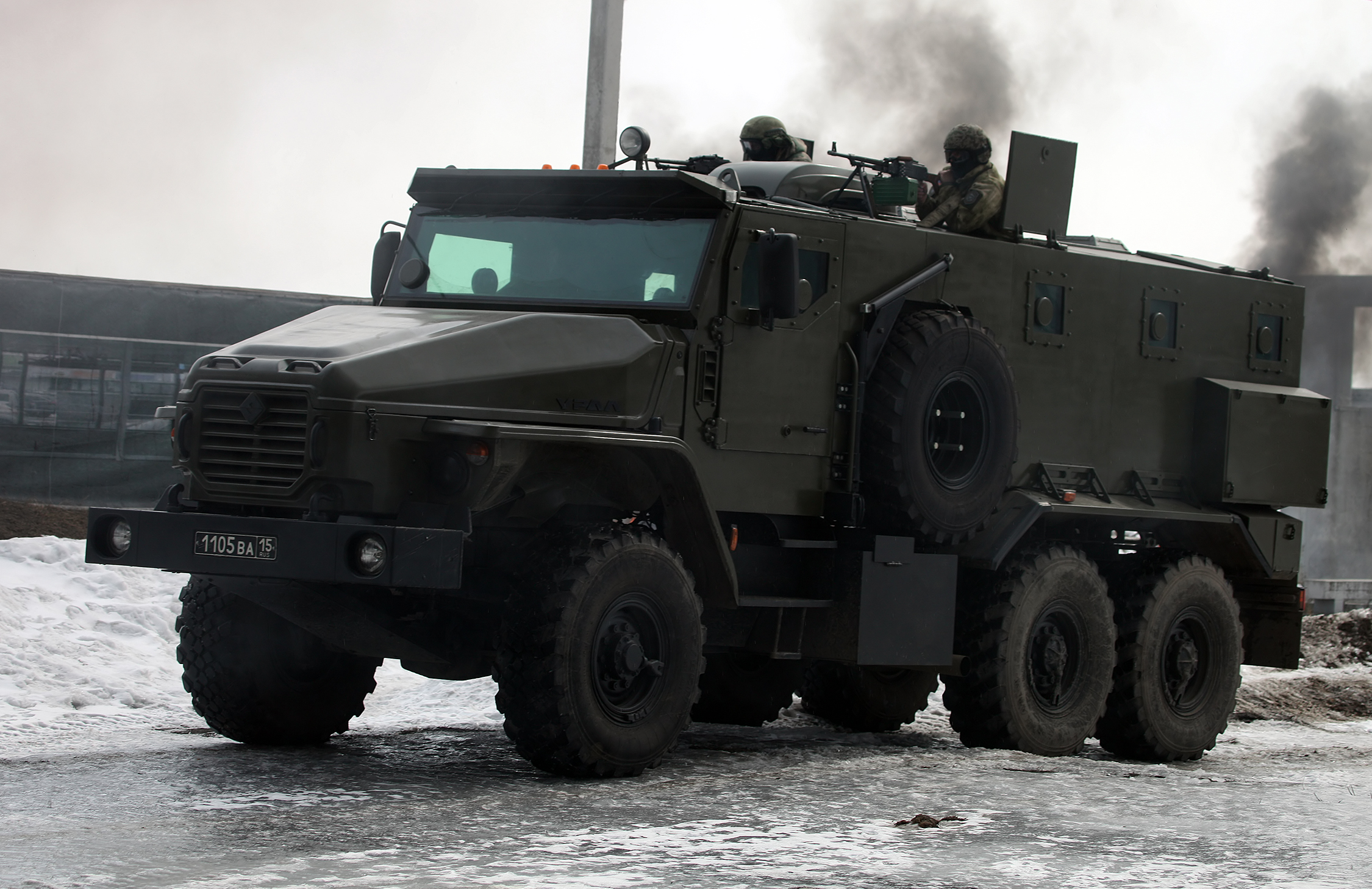
Урал-432009 Войск Национальной гвардии МВД России. 2016 год

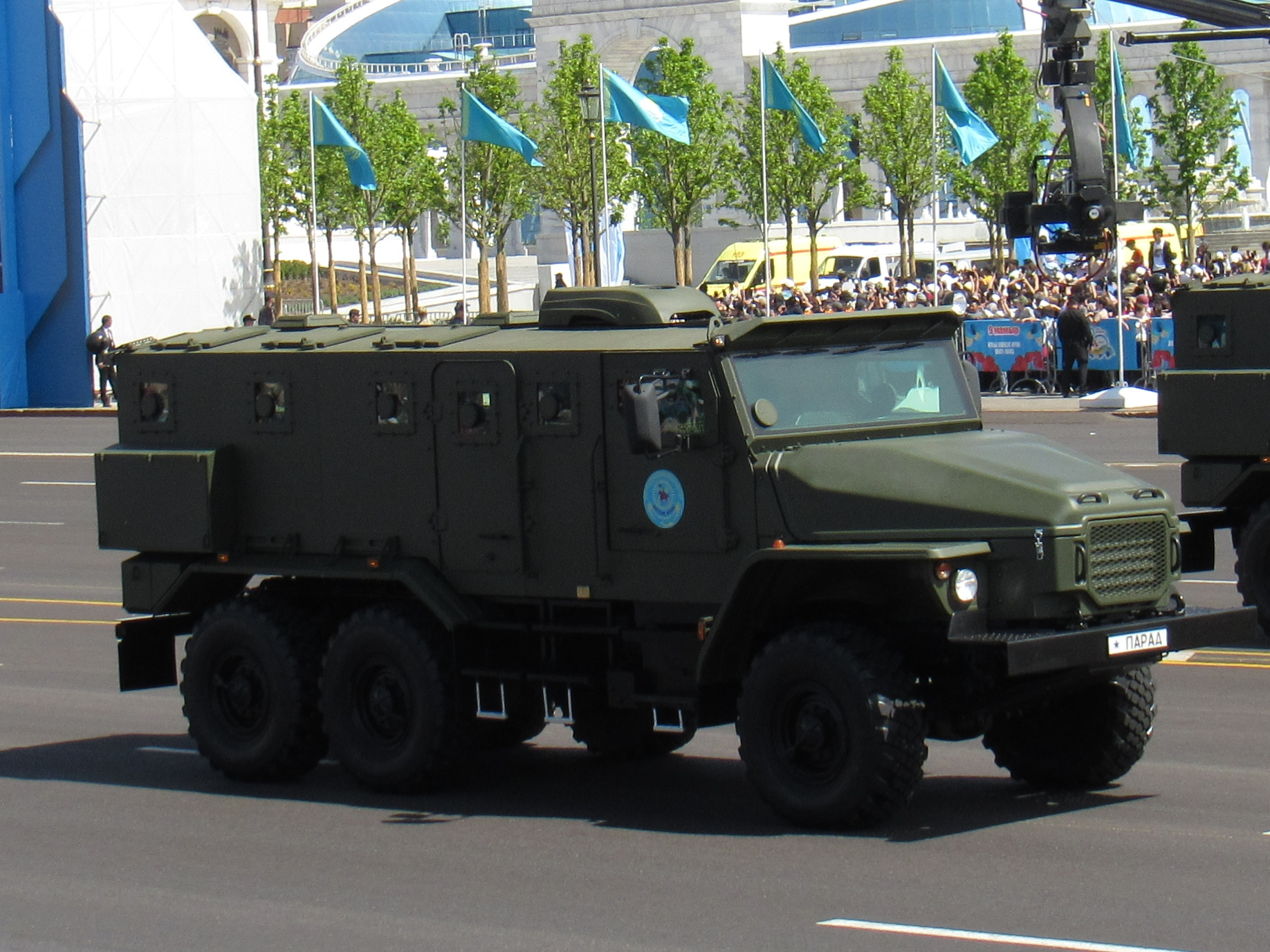
Урал-ВВ Национальной гвардии МВД Республики Казахстан.
Астана. 7 мая 2025 года.

Урал-432009 («Урал-ВВ») — защищённый автомобиль, созданный для силовых структур на производственных мощностях ОАО «АЗ Урал» (г. Миасс) по техническому заданию Главного командования внутренних войск МВД России.
Бронеавтомобиль построен на модернизированном шасси серийного грузовика «Урал-4320». Броневой оснасткой кузова занималась ОАО «НИИ стали» (г. Москва), стёкол — компания «Магистраль ЛТД» (Гусь-Хрустальный). Стоимость одной машины составляет около 10 млн рублей.
Первая партия автомобилей поступила в 2014 году во Внутренние войска МВД России Северо-Кавказского федерального округа.

## Особенности конструкции
По желанию Внутренних войск в автомобиле «Урал-432009» десантное отделение и водительская кабина совмещены в единый объём. Так же одним из требований заказчика было наличие большого числа дверей и люков, для незамедлительного покидания машины. Необычным решением стало размещение лебёдки и запасного колёса сбоку кузова. Заднюю лестницу, откидывающуюся при помощи пневмоцилиндра, можно разложить-сложить и вручную. Броня машины выдерживает взрывы до двух килограммов взрывчатых веществ. При необходимости экипаж может заблокироваться изнутри и вести огонь из бойниц, а также из двух верхних отсеков. Под двигателем и коробкой передач, броня защищает от осколков, что проверено на опыте чеченских войн..
В соответствии с техническим заданием автомобиль защищает экипаж при возможном подрыве мины или самодельного взрывного устройства в двухкилограммовом тротиловом эквиваленте. По словам главного специалиста ОАО «АЗ Урал» Сергея Суворова, автомобиль был подвергнут испытанию на подрыв взрывного устройства эквивалентного шести килограммам тротила. При этом датчики внутри автомобиля не зафиксировали изменения давления внутри автомобиля, а датчики на сиденьях показали допустимые для жизни экипажа значения параметров ускорения.
Топливных баков два. Они имеют двухуровневую систему защиты, которая представлена снаружи бронированными листами, а внутри покрыт специальной мастикой. По словам Сергея Суворова мастичное покрытие при обстреле бака на испытаниях показало свойство самостоятельно заклеивать пулевые отверстия в топливном баке «Урал-432009».
По техническому заданию каждое колесо способно выдержать четыре отверстия от пули калибра 7,62 миллиметра.
Во время испытания на Северном Кавказе при движении по горной реке на автомобиле оторвался один из топливных баков, зацепившись о камни на дне, при этом «Урал-432009» сохранил подвижность благодаря автоматическому переключению на второй топливный бак. Глубина преодолеваемого брода составляет 1,75 м.
«Урал-432009» имеет кондиционер и обогреватель. Спецавтомобиль отличает возможность установки на нём любого оборудования и вооружения в зависимости от боевой задачи и при установке штатного вооружения он может использоваться вместо бронетранспортёра.

## Технические характеристики

#### Технические характеристики «Урал-432009»[9]
| Показатель                                                          | Значение |
| ------------------------------------------------------------------- | --- |
| Колёсная формула                                                    | 6x6 |
| Полная масса, кг                                                    | 17300 |
| Распределение полной массы, кг:                                     | |
| - на передний мост                                                  | 5300 (6500) |
| - на заднюю тележку                                                 | 12000 |
| Масса буксируемого прицепа, кг                                      | 11500 |
| Масса перевозимого груза, кг                                        | 3000 |
| Максимальная скорость, км/ч                                         | 90 |
| Номинальная мощность, кВт, (л. с.)                                  | 198 (270) |
| Посадочных мест (включая водителя)                                  | Не менее 15 |
| Шины                                                                | 425/85 R21 KAMA-1260, KAMA-1260-1, 390/95 R20 KAMA-Урал, 14.00-20 ОИ-25 с регулируемым давлением                                                                                 |
| Двигатель                                                           | ЯМЗ-65-65 (653), дизельный |
| Трансмиссия                                                         | Механическая коробка передач, двухступенчатая раздаточная коробка с межосевым блокируемым дифференциалом, средний и задний мосты с блокировкой межколёсных дифференциалов        |
| Рабочая тормозная система                                           | Двухконтурная с гидропневматическим или пневматическим приводом |
| Бронекорпус                                                         | Однообъёмный, бронированный, с двумя боковыми дверями в модуле управления, с боковой дверью обитаемого отсека с правой стороны и с двумя распашными дверями, расположенных сзади |
| Бронезащита                                                         | По ГОСТ Р 50963—96; периметр и крышка бронемодуля — 5 класс. (спереди и остекление — 6 класс). Моторный отсек — 3 класс.                                                         |
| Ёмкость топливных баков, л                                          | 200+200 |
| Контрольный расход топлива при скорости 60 км/ч, л/100 км,          | 34,5 |
| Запас хода по контрольному расходу топлива при скорости 60 км/ч, км | 1100 |
| Дорожный просвет, мм                                                | 400 |
| Внешний габаритный радиус поворота по буферу, м                     | 11,4 |
| Преодоление препятствий                                             | Подъём, % — 60 |
| Габаритные размеры, мм                                              | 8500 x 2550 x 3100 |